# جون بيرد فينلاي
جون بيرد فينلاي هو سياسي كندي، ولد في 29 يناير 1929 في سانتو دومينغو في جمهورية الدومينيكان، وتوفي في 17 أكتوبر 2010 في East Zorra-Tavistock ‏ في كندا بسبب مرض باركنسون. نشط حزبياً في الحزب الليبرالي الكندي. وقد انتخب عضو مجلس العموم الكندي عن دائرة Oxford (federal electoral district) ‏ وقد انضم خلال فترته النيابية ‏ للكتلة البرلمانية الحزب الليبرالي الكندي.